# Skalnica Arendsa
Skalnica Arendsa (Saxifraga × arendsii Engel.) – mieszaniec powstały w wyniku skrzyżowania różnych gatunków skalnic. Nazwa rośliny, zarówno polska, jak i łacińska pochodzi od niemieckiego ogrodnika Georga Arendsa, który wyhodował tę skalnicę. Jest uprawiana w wielu krajach jako roślina ozdobna.

## Morfologia
PokrójRoślina poduszkowa, chamefit, tworząca wypukłe, zwarte i sztywne poduszki składające się z pojedynczych roślinek tworzących różyczki liściowe o średnicy 2–3 cm każda. Poduszki osiągają wysokość do 15 cm.
LiścieIntensywnie zielone, klinowate, 3-klapowe, głęboko wcinane, gładkie.
KwiatyGęsto wyrastają na krótkich łodyżkach na szczycie poduszki. U typowej formy mają karminowy kolor i średnicę do 1,5 cm, 5 wolnych płatków korony, 5 działek kielicha, 10 pręcików i 2 słupki. Kwitnie w maju, podczas przekwitania płatki korony bledną, a łodyżki kwiatowe wydłużają się. Istnieją kultywary o barwie kwiatów od białej do ciemnoczerwonej. Jednym z intensywniej wybarwionych jest `Rosenzwerg`o karminowym kolorze kwiatów.

## Zastosowanie i uprawa
Szczególnie nadaje się do alpinarium. Może być uprawiana nie tylko na rabatach, ale również w szczelinach skał, murków. Dobrze prezentuje się wśród kamieni, lub na obrzeżach oczka wodnego. Wymaga nieco zacienionego stanowiska, ziemi próchnicznej i stale wilgotnej. Może rosnąć również w pełnym słońcu, ale jeśli zapewni się jej stałe podlewanie. Jest wystarczająco mrozoodporna. Starsze poduszki stają się nieładne, należy je więc odnowić przez podział. Robi się to po przekwitnięciu, lub wczesną wiosną przed kwitnieniem.